# Dulacia candida
Dulacia candida là một loài thực vật có hoa trong họ Olacaceae. Loài này được (Poepp.) Kuntze mô tả khoa học đầu tiên năm 1891.